# Le Petit-Fougeray
Le Petit-Fougeray (tiếng Breton: Felgerieg-Vihan) là một xã của tỉnh Ille-et-Vilaine, thuộc vùng Bretagne, miền tây bắc nước Pháp.

## Dân số
Người dân ở Le Petit-Fougeray được gọi là Foucerays.
| Năm | 1962 | 1968 | 1975 | 1982 | 1990 | 1999 |
| --- | ---- | ---- | ---- | ---- | ---- | ---- |
| Dân số | 334  | 347  | 297  | 359  | 387  | 461  |
| From the year 1962 on: No double counting—residents of multiple communes (e.g. students and military personnel) are counted only once. |      |      |      |      |      |      |